# Thành phố vườn
Khái niệm về Thành phố vườn được đưa ra lần đầu tiên từ năm 1898 bởi Ebenezer Howard người Anh. Howard đưa ra khái niệm này trong cuốn "Tomorrow: a Peaceful Path to Real Reform" (1898); sau đó được tái bản vào năm 1902 với tên mới là "Garden Cities of Tomorrow".
Các thành phố vườn là các thành phố được quy hoạch, xây dựng với các không gian xanh và vành đai xanh. Trong thành phố đó, các phân khu chức năng như khu dân cư, công nghiệp, nông nghiệp đều được xây dựng khá tách biệt.

## Nguyên tắc xây dựng thành phố vườn
- Kiểm soát sự bành trường đô thị và hạn chế việc tăng dân số lao động đô thị
- Loại trừ nạn đầu cơ đất
- Điều hòa các hoạt động sinh hoạt

## Tổ chức không gian kiến trúc trong thành phố vườn
Hệ thống thành phố vườn của Howard bao gồm 6 thành phố vườn, mỗi thành phố có 32,000 dân, bao quanh một thành phố mẹ 58,000 dân. Diện tích mỗi thành phố vườn là 400ha, với 2000 ha vòng ngoài là khu cây xanh và đất dùng vào mục đích nông nghiệp. Mỗi thành phố vườn như thế được hình thành bởi một loạt các vòng tròn đồng tâm và được chia đều bởi các đại lộ lớn. Thường có 6 đại lộ, mỗi đại lộ rộng 36m, xuyên qua tâm thành phố, chia thành phố thành 6 phần đều nhau là các khu ở. Ở trung tâm, một không gian hình tròn khoảng 2.2ha dùng làm khuôn viên trồng hoa.

Các công trình công cộng được đặt quanh vườn hoa này: tòa thị chính, phòng hòa nhạc, hội trường, thư viện, bảo tàng... 

Hình thức kiểu vòng tròn này sẽ phục vụ tiện lợi cho toàn thể cư dân đô thị, bán kính phục vụ là 550m. Giữa bán kính 550m này có một đại lộ cây xanh vòng tròn rộng 128m, là nơi đặt trường họa, chỗ vui chơi cho trẻ em, nhà thờ... 

Một tuyến xe lửa được bố trí chạy vòng ngoài để chở hàng đến các nhà máy, tránh được hiện tượng xe tải chạy xuyên thành phố.

Câc chất thải hữu cơ được dùng vào nông nghiệp, không khí trong lành.
Vòng ngoài của thành phố đặt những nhà máy, xí nghiệp không độc hại. 

Mỗi thanh phố vườn là một đơn vị tự trị, nối liền với thành phố mẹ bằng 6 đường xe lửa. Bản thân các Thành phố vườn cũng được nối liền với nhau bởi một tuyến xe lửa chạy vòng tròn. 
Khi thành phố vườn đủ lớn như quy mô quy định ở trên, một thành phố vườn mới sẽ ra đời và cứ tiếp nối như vậy.

## Ảnh hưởng của mô hình Thành phố vườn
Thành phố Vườn của Howard và những nỗ lực ban đầu đưa ý tưởng của ông vào thực tế đã ảnh hưởng nhiều mặt lên quy hoạch:
- Nhiều khu đô thị do liên bang đầu tư được xây dựng (như Norris, Tennessee và Los Alamos, New Mexico) để phục vụ cho việc xây đập hay nhu cầu quân sự phản ảnh một số các nguyên tắc thiết kế của Howard.
- Ý tưởng chuyển hướng phát triển đô thị sang các thành phố vệ tinh tự kiểm chế lại nổi lên ở Mỹ trong phong trào "các đô thị mới" những năm 1960 và 1970.
- Vành đai xanh, toàn bộ hay một phần, tiếp tục trở thành mục tiêu và phương tiện quản lý tăng trưởng quan trọng trong nhiều khu phố.
- Những khái niệm thiết kế như sự phân tác người đi bộ/phương tiện giao thông và các đơn vị ở để lại ảnh hưởng lên quy hoạch ngoại ô và các khu nghỉ mát.

Phát triển các đơn vị quy hoạch đa chức năng (Planned Unit Developments- PUDs) và Phát triển quy hoạch xoay quanh các nút thông công cộng (Transit-oriented developments-TODs)là các cách mới hơn triển khai những nguyên tắc thiết kế khu phố toàn diện mà Howard đã đúc kết.

## Thành phố vườn của thế giới

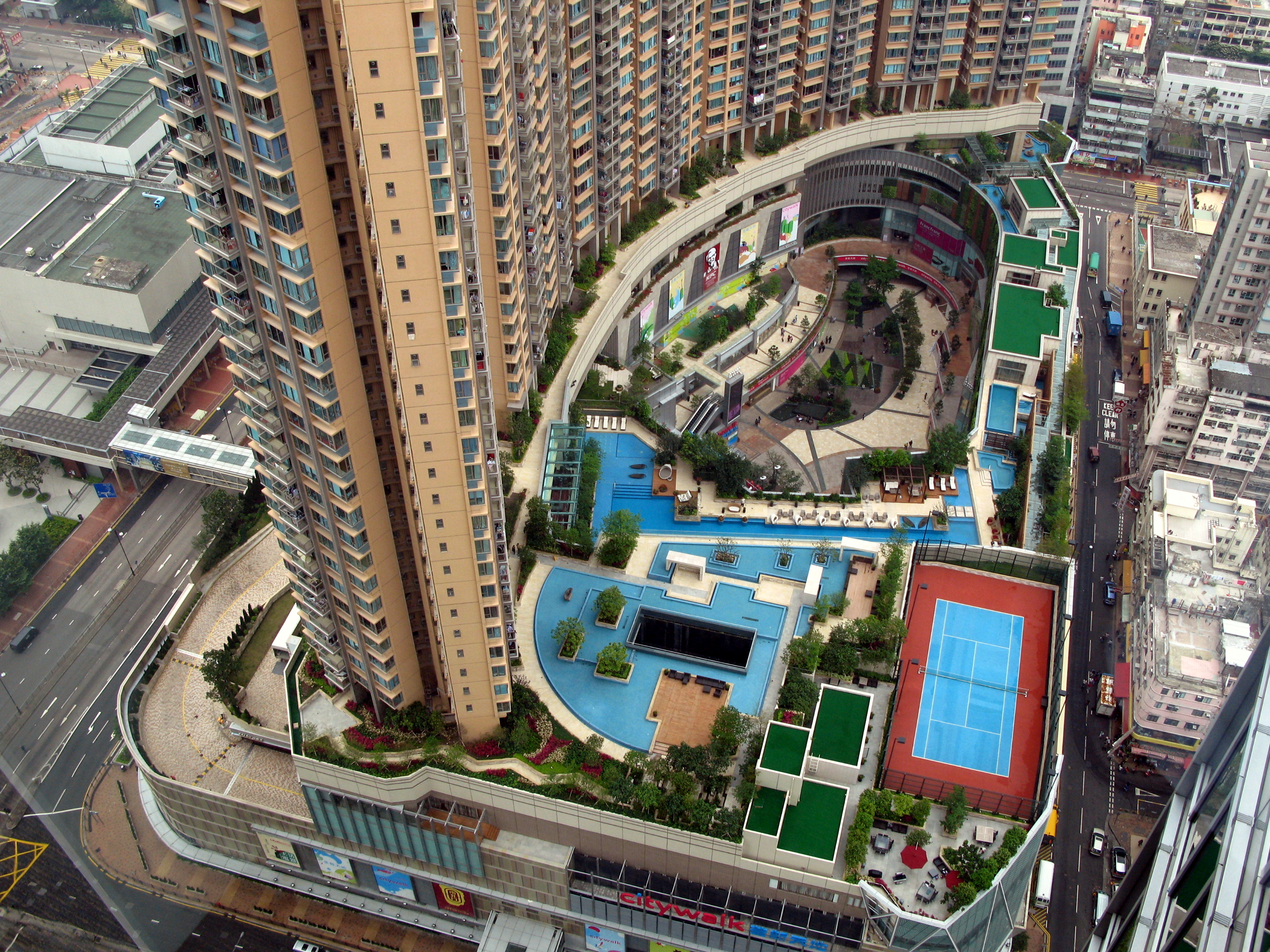
1 Kiểu mẫu nhà và cây xanh

Khái niệm và ý tưởng về các thành phố vườn được nhiệt liệt hoan nghênh ở Hoa Kỳ với hàng chục thành phố xây dựng theo mô hình này như Newport News, Virginia's Hilton Village; Pittsburgh's Chatham Village; Sunnyside, Queens; Radburn, New Jersey; Jackson Heights...
Người ta cũng có thể thấy các thành phố tương tự như ở New York; Forest Hills, NY và Baldwin Hills Village ở Los Angeles). Tại Canada, Argentina, Đức... đều có nhiều thành phố vườn.
Tại châu Á, thành phố vườn được biết đến khá muộn và Kuala Lumpur, Khu phố Đông (Thượng Hải)... chính là những thành phố đầu tiên thực hiện được ý tưởng này một cách khá hoàn chỉnh. Kuala Lumpur có được gương mặt đô thị hiện đại với đầy đủ sắc thái, tinh thần metropolis nhưng lại lưu giữ và tôn tạo được vẻ đẹp của thiên nhiên trong thành phố.

## Sự phát triển của khái niệm thành phố vườn
Thành phố vườn là một khái niệm hay và đầy tính nhân văn. Từ khái niệm này, đã xuất hiện loại hình đô thị sinh thái, một loại khái niệm mới về đô thị gần gũi thiên nhiên và phổ biến khắp toàn cầu hiện nay.